# Håsjön (Sundborns socken, Dalarna)
Håsjön är en sjö i Falu kommun i Dalarna och ingår i Gavleåns huvudavrinningsområde. Sjön har en area på 0,641 kvadratkilometer och ligger 216 meter över havet. Sjön avvattnas av vattendraget Gavelhytteån. Vid provfiske har abborre, gers, gädda och mört fångats i sjön.

## Delavrinningsområde
Håsjön ingår i det delavrinningsområde (672483-151232) som SMHI kallar för Utloppet av Håsjön. Medelhöjden är 240 meter över havet och ytan är 6,49 kvadratkilometer. Räknas de 4 avrinningsområdena uppströms in blir den ackumulerade arean 29,77 kvadratkilometer. Gavelhytteån som avvattnar avrinningsområdet har biflödesordning 2, vilket innebär att vattnet flödar genom totalt 2 vattendrag innan det når havet efter 101 kilometer. Avrinningsområdet består mestadels av skog (86 procent). Avrinningsområdet har 0,64 kvadratkilometer vattenytor vilket ger det en sjöprocent på 9,9 procent.